# 横浜中華街
横浜中華街（よこはまちゅうかがい）は、神奈川県横浜市中区山下町にある中華街である。日本最大かつ東アジア最大の中華街で、前身である1866年（慶応2年）の横浜新田居留地時代から数えると150年強の歴史をもつ。
約0.2平方キロメートルのエリア内に500店以上もの店舗があり、その時々の流行によって頻繁に入れ替わっている。
1955年以前は唐人町や南京町と呼ばれていた。華僑の出身地は広東省が比較的多いが、中国各地に分散している。上海路、中山路、福建路など、地名を冠した路地が交差しており、各路地には、当該地の出身者が多い。所在地である中区の中国人人口は6000人を超える。これは同区で登録されている外国人の約4割に当たる。

## 歴史

### 起源

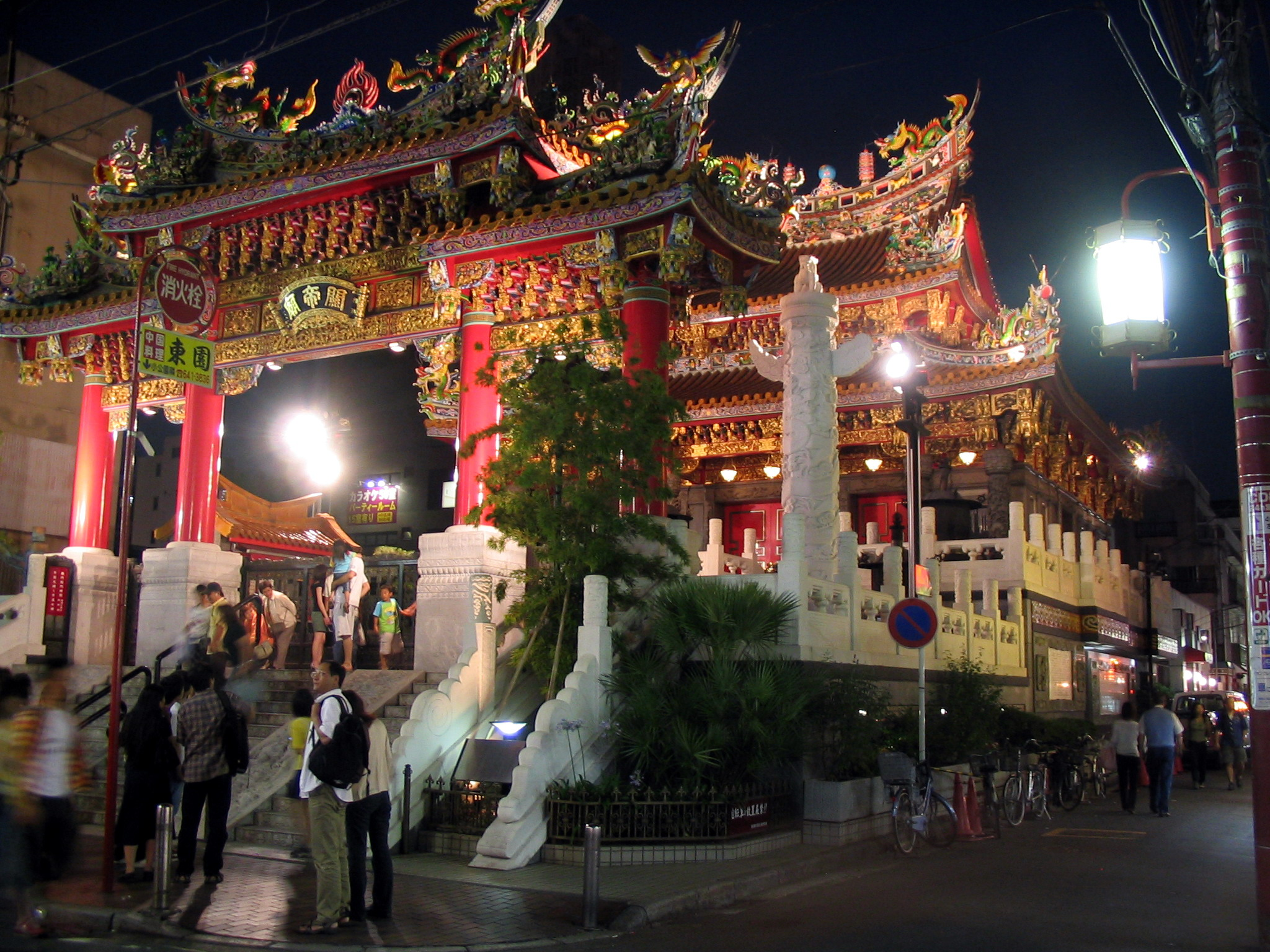
横浜関帝廟

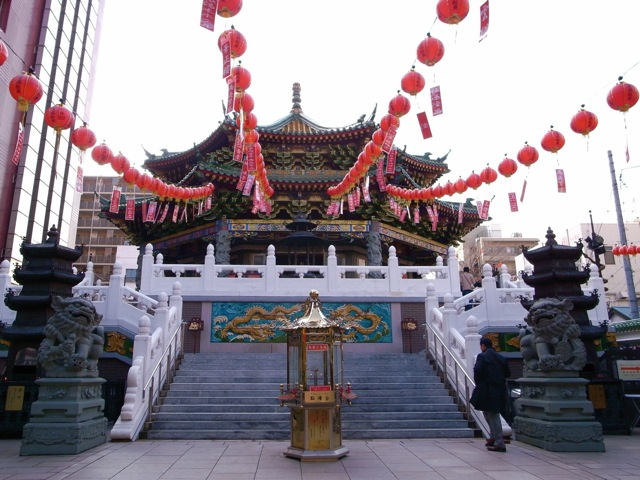
横浜媽祖廟

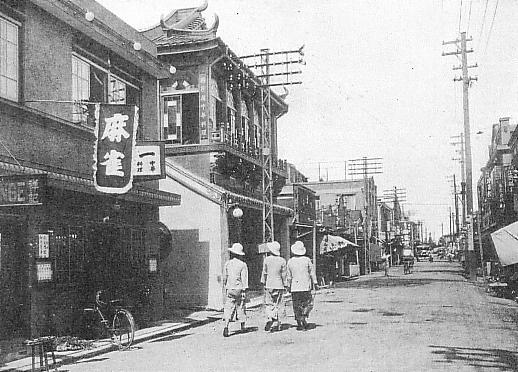
1930年頃の横浜南京町

1859年（安政6年）、横浜が開港すると外国人居留地（一種の租界）が造成され、欧米人とともに多数の中国人買弁（中国人商人や取引仲介者）や外国人外交官の雇い人が来住した。当初、彼らは香港や広東から来ていたため、広東省出身者が多かった。その後すぐに横浜と上海、イギリスの植民地の香港の間に定期船航路が開設されると、中国人貿易商も来住し、居留地の一角（現在の山下町）に関帝廟、中華会館、中華学校などを建てていった。これが横浜中華街の原型である。
初期の埋め立て地「横浜新田」の海岸線沿いに建てられたため、この地域のみ区画が約45°ずれている。この頃の商店は日用雑貨店、衣料品店、食料品店などの店が大半で、中華料理店は多くなかった。1872年（明治5年）には、柳麺（lau min、ラウミン）の屋台が出始めていた。

### 孫文の亡命の地
1894年（明治27年）に日清戦争が勃発すると中国人の多くが帰国してしまうが、戦争が終わり、1899年（明治32年）に条約改正により居留地が廃止されると、中国人は職業制限を受けたものの、居留地外にも住むことを許された。袁世凱に追われ大日本帝国に亡命した孫文もこの地で華僑にかくまわれながら革命活動を続けている。
ただしこの時期は単に外国人街であり、特に中華街というわけではない。例えば1921年（大正10年）の横浜市商工案内によれば、この地区の総店舗数263軒中、日本人店149軒、欧米人店79軒に対して中国人店35軒であり、そのうち中華料理店はわずか5軒であった。一方1910年（明治43年）の『名誉鑑』では、有名な広東料理店として5軒を挙げており、1900年（明治33年）以降一挙に中華料理店が増えた（『横浜中華街』p83）。

### 「南京街」
1923年（大正12年）9月1日に発生した関東大震災でこの地区は大打撃を受けて瓦礫と化した。欧米人の多くが帰国してしまったため、やや中国人中心の街へと変っていった。1930年代には震災から完全に復興し、中国人を中心とした街として賑わいを見せた。
1932年（昭和7年）の『横浜市史稿・風俗偏』では南京町で先ず目に入るのは料理店であるとし、何々楼と称する料理店が20軒あまりに達したとしている。1934年（昭和9年）7月23日の『横浜貿易新報』では「南京街の支那料理」を横浜自慢として紹介している。しかし、1937年（昭和12年）7月7日に勃発した日中戦争で多くの華僑が帰国し、閉店した店も多い。
第二次世界大戦後の復興期に横浜港は賑わい、イギリスの植民地である香港との往来も復活した。横浜市街地は連合国軍の空襲により焦土と化し物資不足に見舞われていたが、横浜中華街は戦勝国である中華民国からの物資に恵まれ、1946年（昭和21年）2月20日の『神奈川新聞』によれば、中華街で営業していた飲食店は96軒であった。終戦直後は豊富な物資を背景とした、闇市街としての役割を果たしたが、徐々に物資が行き渡るようになり、数年で闇市としての役割は終了した。
それと引き換えに、山下公園周辺に駐留する連合国軍兵士や外国人船員が増加し、街も賑わいを見せた。しかしながら1950年代初頭に朝鮮戦争が休戦したことに伴い在日米軍基地も縮小され、人通りの少ない静かな町へと変貌した。街灯もない街に日本人は良いイメージを持たず、日本人が寄り付かない街となっていた。

### 「中華街」
1953年には、横浜市と横浜商工会議所が中心となり、「チャイナタウン復興計画」が策定された。1955年（昭和30年）には中華街大通りの入口に「牌楼門」が建てられ、牌楼（門）に掲げられた扁額に「中華街」と書かれたことで、それまでは南京町と呼ばれていたこの街が次第に中華街と呼ばれるようになった。
1964年には国鉄根岸線石川町駅が開業して、多くの観光客が訪れるようになった一方、海上輸送がコンテナ化されたことで、外国人船員は徐々に姿を消していった。1972年（昭和47年）に日中国交正常化が実現した年に、高橋柢祐を初代理事長に迎え、街づくりへの志を同じくする者が集う横浜中華街発展会協同組合が発足した。観光客受け入れの整備が進められたことで日本人が多数来場するようになり、横浜を代表する観光地の一つとして発展していった。
牌楼門は1989年（平成元年）に建て替えられ「親仁善隣」を掲げる現在の「善隣門」となった。2004年（平成16年）2月1日に横浜高速鉄道みなとみらい線が開業し、終着駅として元町・中華街駅が設置された。駅の名称に「中華街」が入り、東京の渋谷駅から東急東横線の電車が直通運転されることで、中華街のアクセス状況や知名度はさらに向上した。
2004年（平成16年）8月1日より、電子マネー「Edy」を飲食の支払いに利用できるようにし、利便性の向上を図った。
2006年（平成18年）3月17日に、開廟した横浜媽祖廟は開港から150周年を迎える横浜の新しい観光スポットとして横浜中華街に誕生した、中華民国・台湾最初の官建の台南市大天后宮より分霊された。媽祖は140年前に清国領事館と関帝廟に祀られていたとの記述が残されており、横浜中華街では古くから信仰を得ている。
2007年（平成19年）から2008年（平成20年）にかけては中華人民共和国製品の安全性問題、中華人民共和国産食品の安全性が世界的に大きな問題となり、中華街でも風評被害が原因で売り上げが減少した。
公道を利用した不法なビラ配り、栗販売、露店を改善するため、2009年（平成21年）7月1日より街づくり団体連合協議会が定めた「街づくり協定」のルールに基づいたパトロールが横浜中華街発展会協同組合によって開始され、安心して来街者が楽しめる環境作りに取り組んでいる。一方、中華街発展会に加入していない新しい店も存在しており、全ての中華街の経営者の間で理想像が共有されているわけではない。

## 年表
- 1955年（昭和30年）2月 - 中華街の薩摩町寄りの入口に牌楼が完成[10]。
- 1957年（昭和32年）5月 - 火災で中華街の11軒が焼失[10]
- 1970年（昭和45年）12月 - 朱門を増設し第1号の西門完成（点灯式挙行）[10]
- 1977年（昭和52年）11月 - 中華街通りの歩道整備完了[10]
- 1989年（平成元年）3月 - 善隣門が建て替えられ落成式を挙行[10]
- 1990年（平成2年）8月 - 関帝廟遷座式[10]
- 1995年（平成7年）5月 - 横浜中華街牌楼完成記念祭[10]
- 2003年（平成15年）11月 - 「横浜大世界」オープン
- 2004年（平成16年）4月 - 吉本興業プロデュースの「よしもとおもしろ水族館」が開館[11]。
- 2006年（平成18年）3月 - 横浜媽祖廟開廟
- 2013年（平成25年）4月 - 「よしもとおもしろ水族館」について吉本興業のプロデュースが終了し「ヨコハマおもしろ水族館」に改称[11]
- 2021年（令和3年）11月23日 - 「ヨコハマおもしろ水族館」が閉館[11]
- 2022年（令和4年）3月26日 - 「横浜開運水族館 フォーチュンアクアリウム」が開館

## 牌楼

### 種類

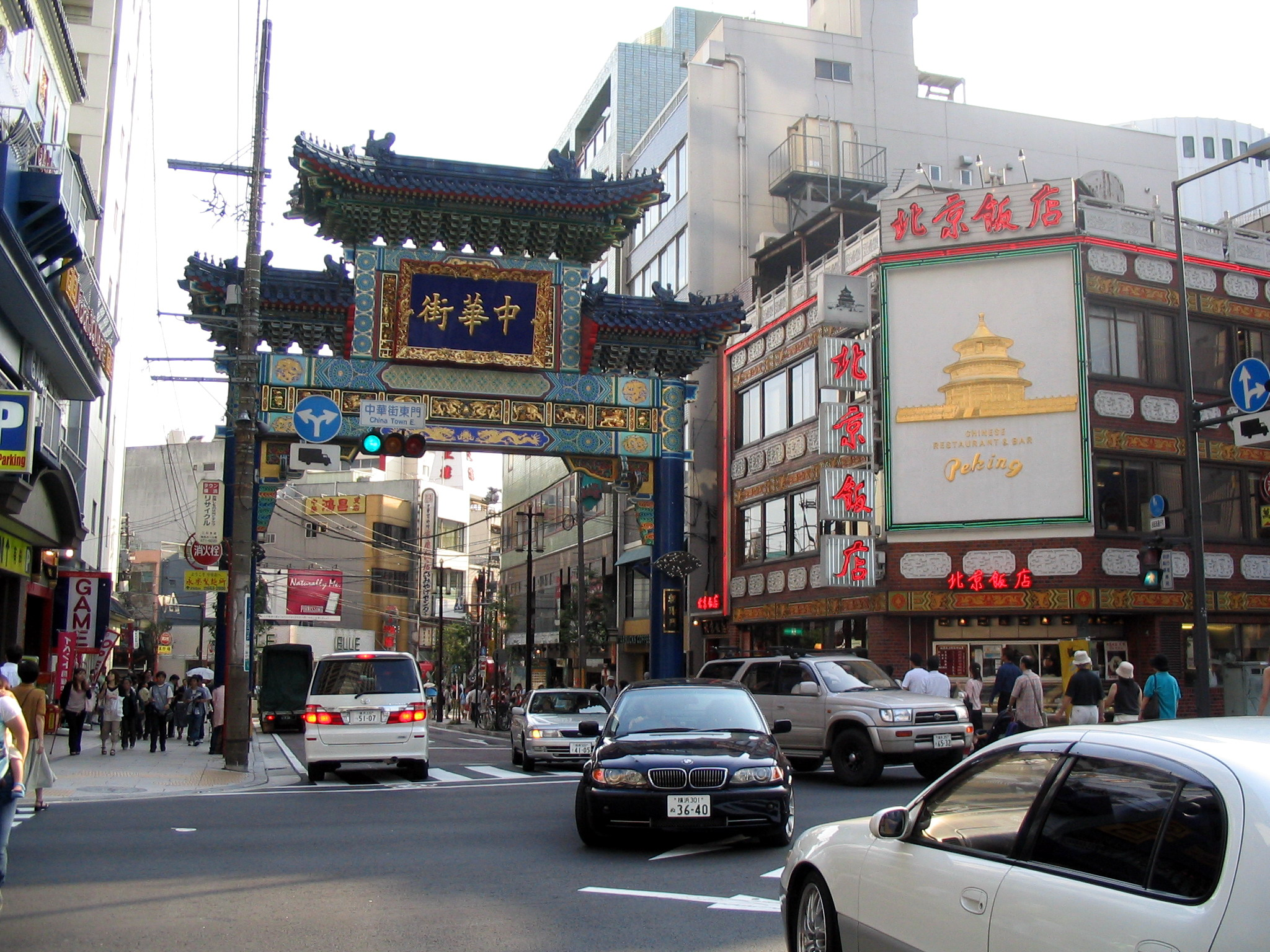
朝陽門

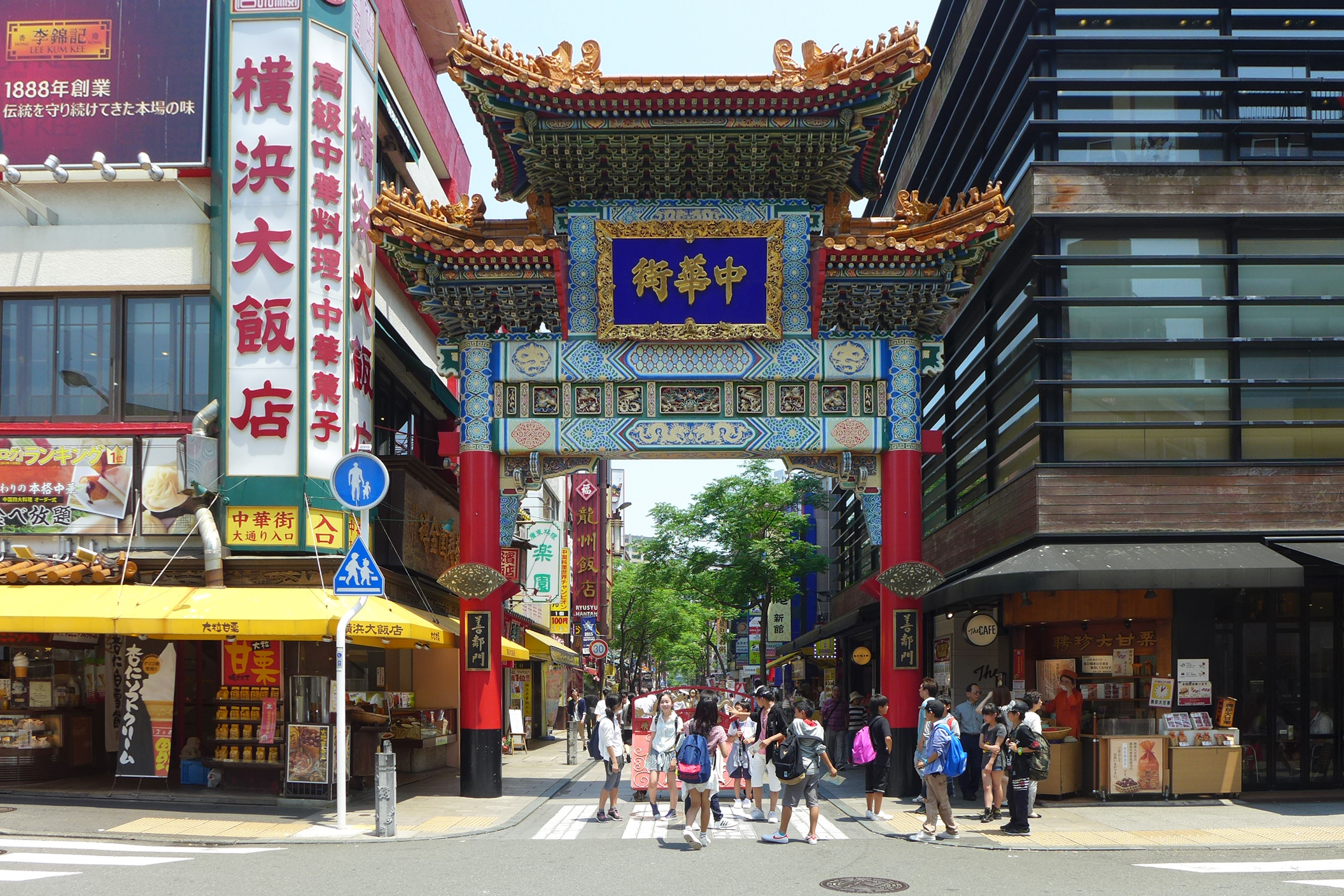
善隣門

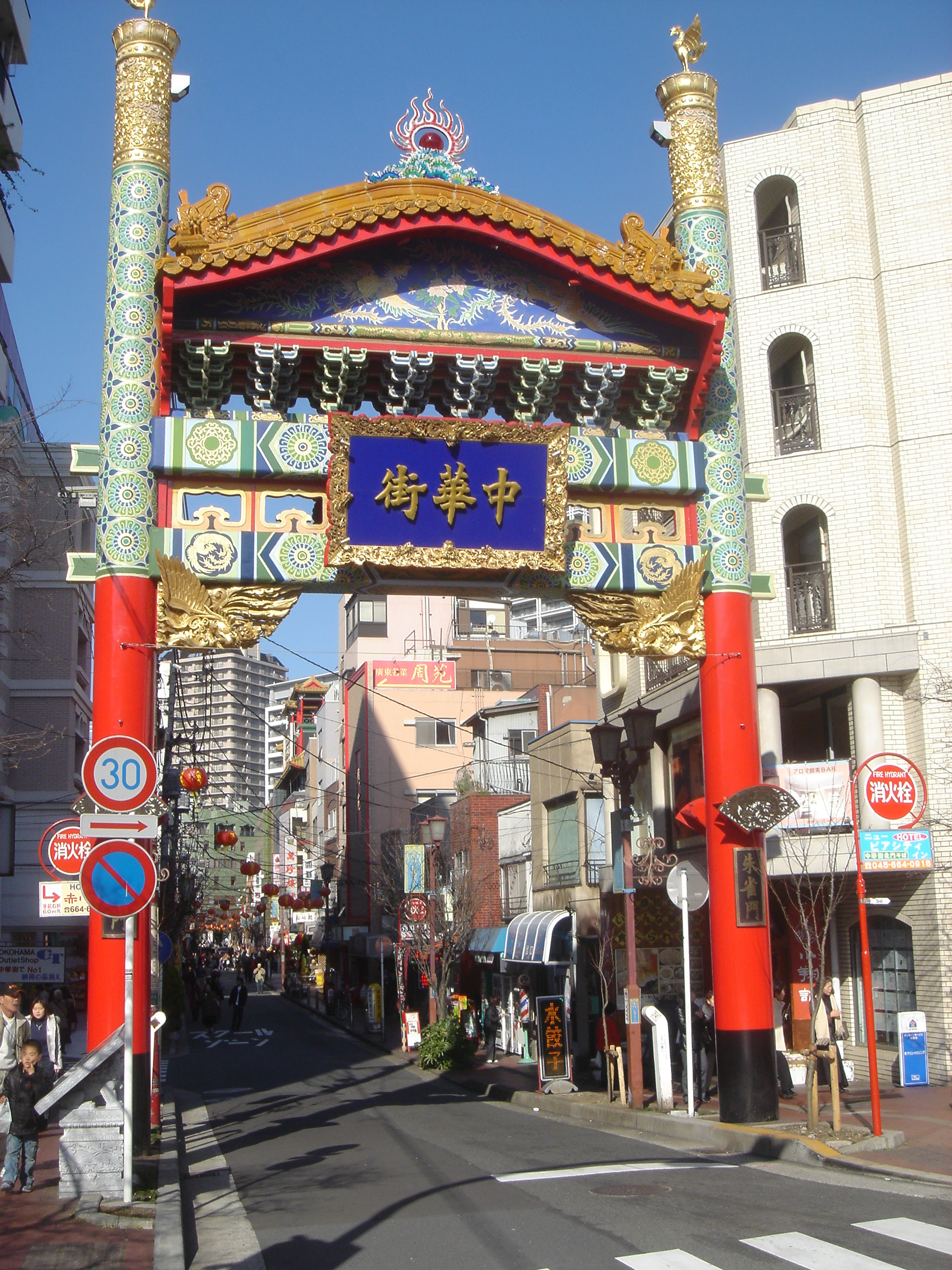
朱雀門

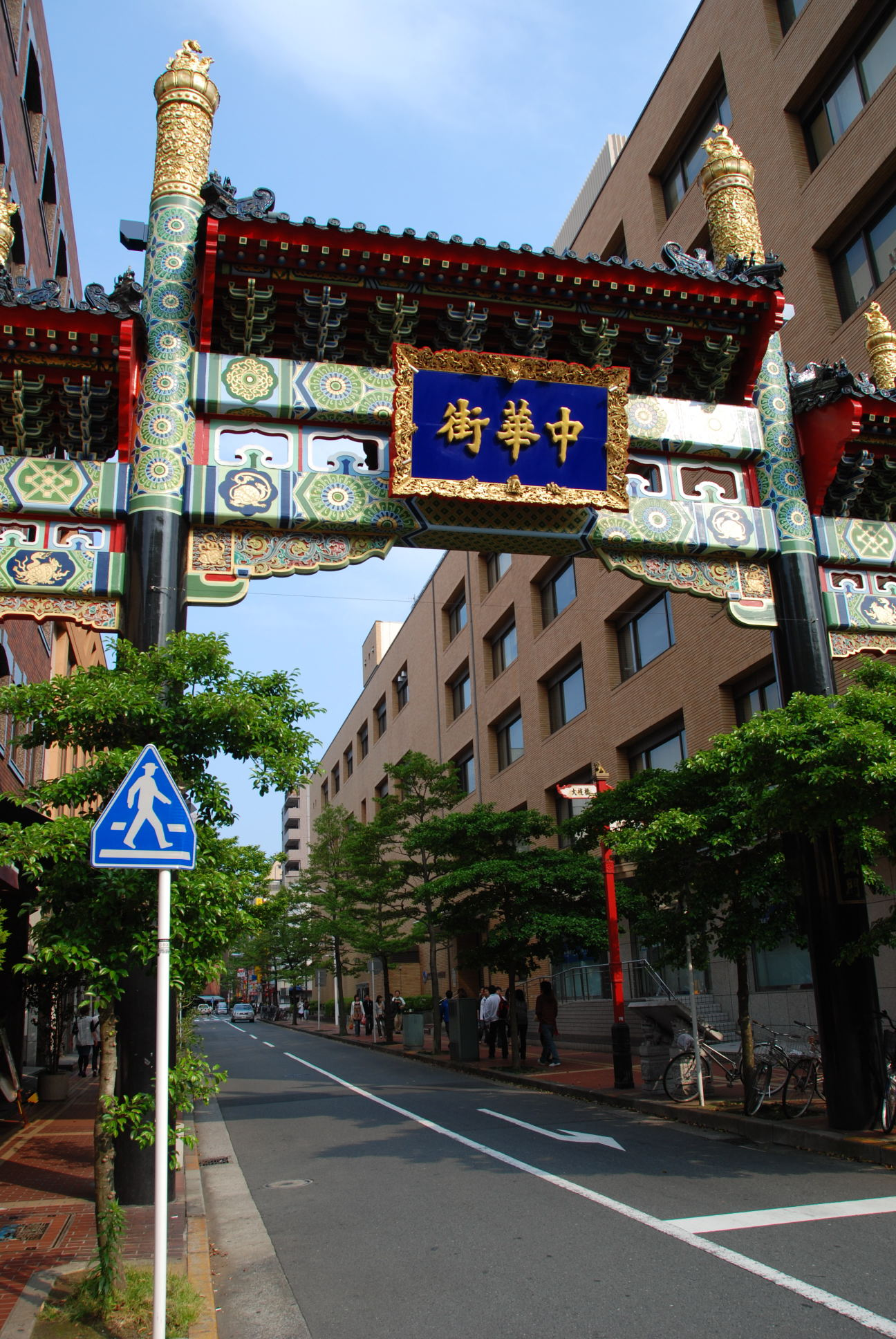
玄武門

- 朝陽門（ちょうようもん）（東）
- 延平門（えんぺいもん）（西）
- 朱雀門（すざくもん）（南）
- 玄武門（げんぶもん）（北）
- 善隣門（ぜんりんもん）
- 西陽門（せいようもん）
- 天長門（てんちょうもん）
- 地久門（ちきゅうもん）
- 市場通り門（いちばどおりもん）（2基）

### 建設
1955年（昭和30年）2月2日、日本で初めて牌楼建設工事が着手された。
当時の平沼亮三横浜市長と半井清横浜商工会議所会頭は、アメリカを視察し、横浜の戦後復興の一策として、横浜中華街を戦前の様な特徴ある街に再建し観光の呼び水とすることが必要だと提唱した。 この呼びかけに地元華僑が共鳴し、神奈川県と横浜市、横浜商工会議所などが協力して、牌楼建設の計画が持ち上がった。こうした動きの中心となったのが、当時の横浜華僑総会の会長薛来宏、留日広東会館会長龐柱琛、陳洞庭ら横浜華僑と横浜の日中両国人の親睦団体である日中協会常務委員の金子光和である。牌楼門建設委員会の会長に推挙された金子は建設のために、寄付金集め、設計案の調整、中華街側と役所側との橋渡しと東奔西走の活躍をした。その甲斐あって地元華僑や日本人の有志80余名の寄付金と、神奈川県と横浜市からの助成金をあわせ、133万円あまりの資金が集まった。
同年8月17日に地鎮祭が行われ、9月10日に工事が着手。そして翌昭和30年に鉄筋コンクリート建て、高さ13メートル、幅18メートルの極彩色の中国牌楼が完成した。門には、「春秋左氏傳」から引用した「親仁善隣」の言葉を刻んだ額が掲げられた。1955年2月2日に内山岩太郎神奈川県知事、孫秉乾中華民国総領事、平沼市長、半井商工会議所会頭らを来賓に招き、盛大な完工式が取り行われた。
1993年、林兼正横浜中華街発展会協同組合理事長が、バブル崩壊の影響で観光客の激減を受け、風水思想を基にして東西南北に門を設けて街を守るとともに観光資源として活用することを提言した。風水によれば西の門は白虎門だが、台湾系の華僑の反対により延平門へ変更、東の門も青龍門から朝陽門へ変更された。1994年に延平門が完成、翌年には朱雀門と玄武門が完成、2003年に最後の門として朝陽門が完成した。

## 主な祭事
- 春節 旧暦1月1日（旧正月 1月 - 2月） 中国の正月、中国で最も賑やかな祭りである。
- 元宵節 旧暦1月15日
- 媽祖誕 旧暦3月23日（4月頃）
- 清明節 旧暦4月5日（5月頃） お墓参り
- 關帝誕 旧暦6月24日（7 - 8月） 商売の神様、関帝の誕生日。
- 仲秋節（十五夜）旧暦8月15日
- 横浜中華街文化フェアー灯籠會/灯籠祭 8 - 10月
- 横浜中華街ランタンフェスティバル/きたもん祭 9月19日 - 9月21日
- 中華人民共和国国慶節 10月1日
- 中華民国国慶日 10月10日
- 媽祖昇天の日 旧暦9月9日
- チャイナタウンフードフェスティバル (CFF) /美食節 11月頃

## 主な施設

### 観光

#### 廟
- 横浜関帝廟
- 横浜媽祖廟

#### アミューズメント施設
- 横浜博覧館
- 横浜大世界
- 横浜開運水族館フォーチュンアクアリウム
- ヨコハマおもしろ水族館（2021年11月23日で閉館[11]）

### 学校
- 横浜中華学院（幼稚園・小学校・中学校）（中華民国系）
- 横浜市立元街小学校
- 横浜市立港中学校
- 横浜市立みなと総合高等学校
- 横浜市立港高等学校

### その他
- 山下町公園
- 横浜中華街郵便局
- 神奈川県警察加賀町警察署
  - 山下町交番
- 地域医療機能推進機構 横浜中央病院

## アクセス
鉄道
- 日本大通り駅（みなとみらい線）

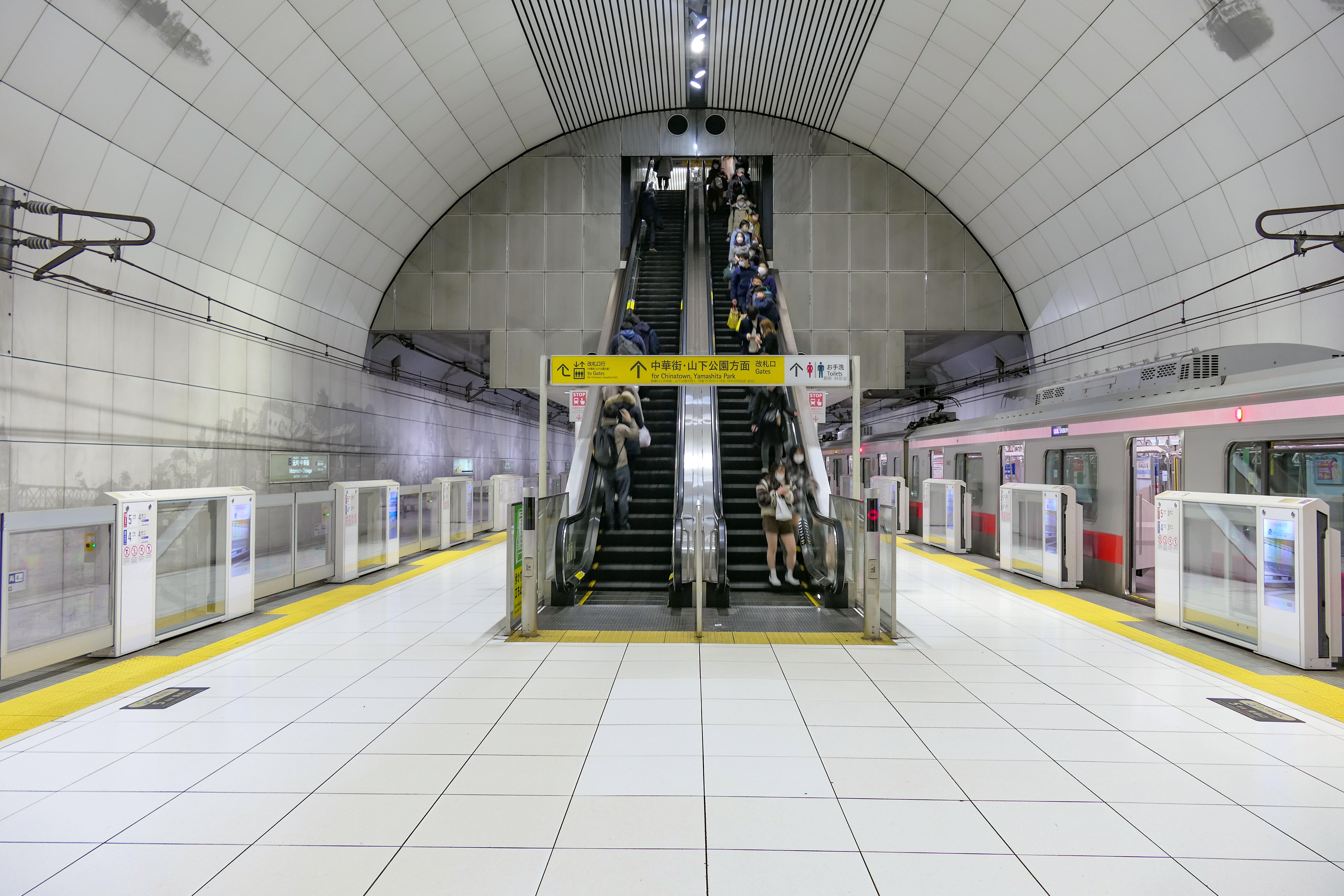
元町・中華街駅

- 元町・中華街駅（みなとみらい線）- 仮称は「元町駅」だったが、中華街関係者の要望で駅名に「中華街」が追加された。
- 石川町駅（JR京浜東北・根岸線）- 副駅名が「元町・中華街」
- 関内駅（JR京浜東北・根岸線、横浜市営地下鉄ブルーライン）

横浜市営バス
- 中華街停留所（ローズホテル横浜前）：観光周遊バス「あかいくつ」
- 中華街入口停留所（朝陽門）：2系統・8系統・20系統・58系統・109系統（日中のみ）・148系統
- 吉浜橋停留所（延平門）：99系統・101系統・105系統・106系統
- 薩摩町中区役所前（玄武門）：21系統・158系統

神奈川中央交通
- 中華街入口停留所：11系統 (YAMATE LINER)

京浜急行バス
- ローズホテル横浜（横浜中華街）停留所：空港連絡バス（羽田空港行きのみ運行）

自動車
- 本牧ふ頭方面から：石川町JCT右折後、横浜公園出口で降りる。出口左折後、不老町交差点を左折、扇町一丁目を左折、大桟橋通りを直進。右手に玄武門で右折
- 横浜駅東口方面から：横浜公園出入口の右側の分岐出口に降りる。出口直進後、大桟橋通り直進。右手に玄武門で右折
- 横浜横須賀道路方面から：山下町出口左折後、前田橋右折
- 有料駐車場として500台収容可能な中華街パーキングが完備されており、24時間利用可能となっている[13]。

## ギャラリー

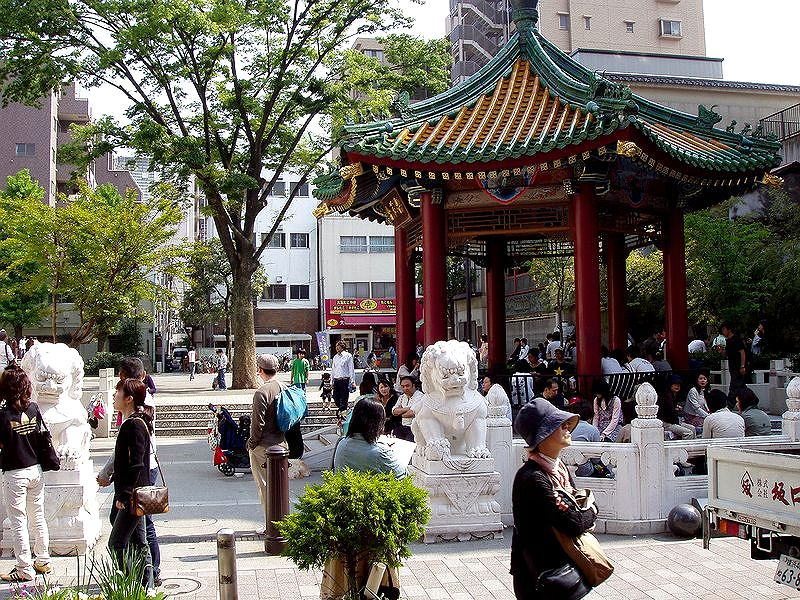
中華街（2008年4月29日撮影）
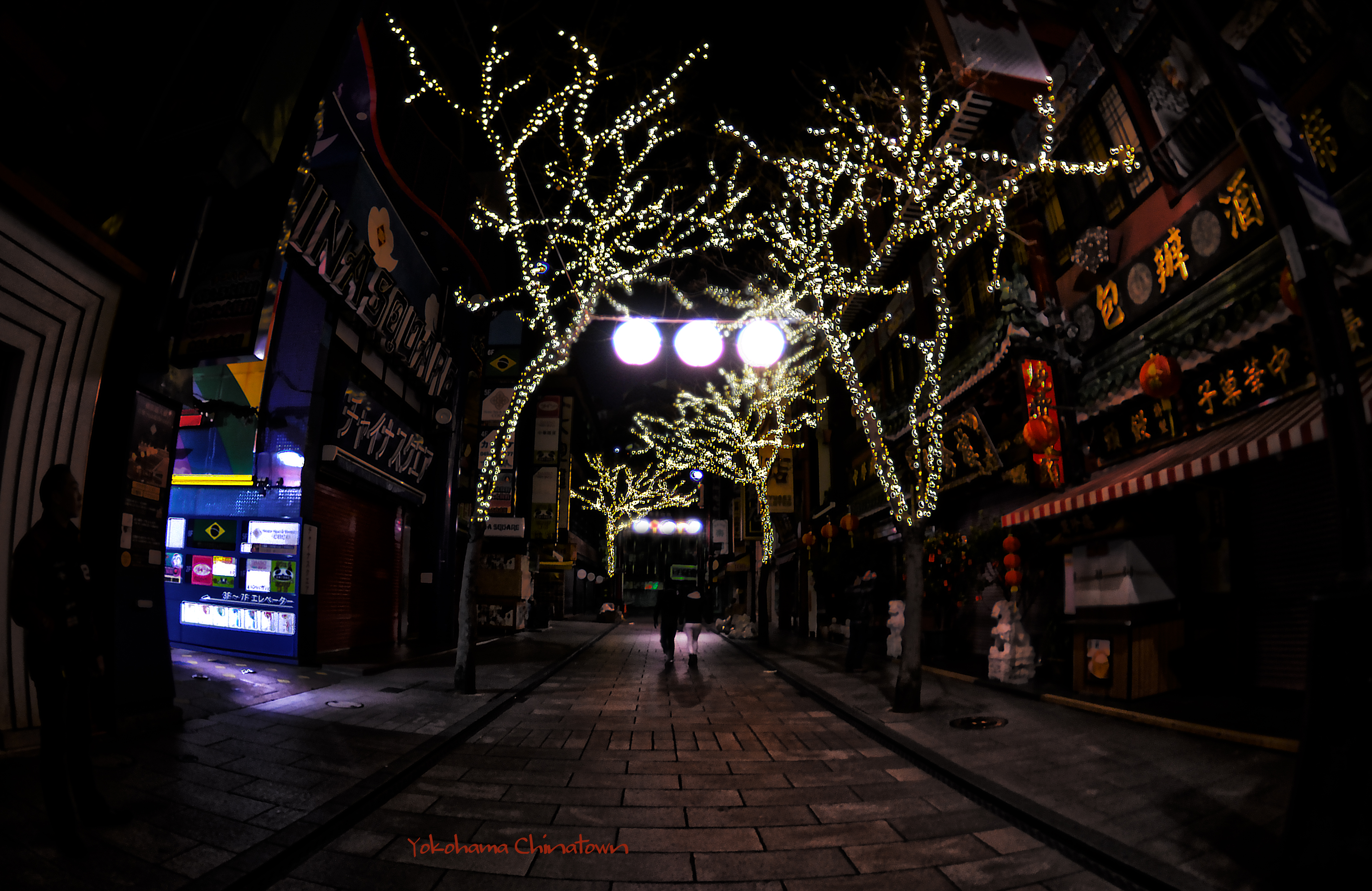
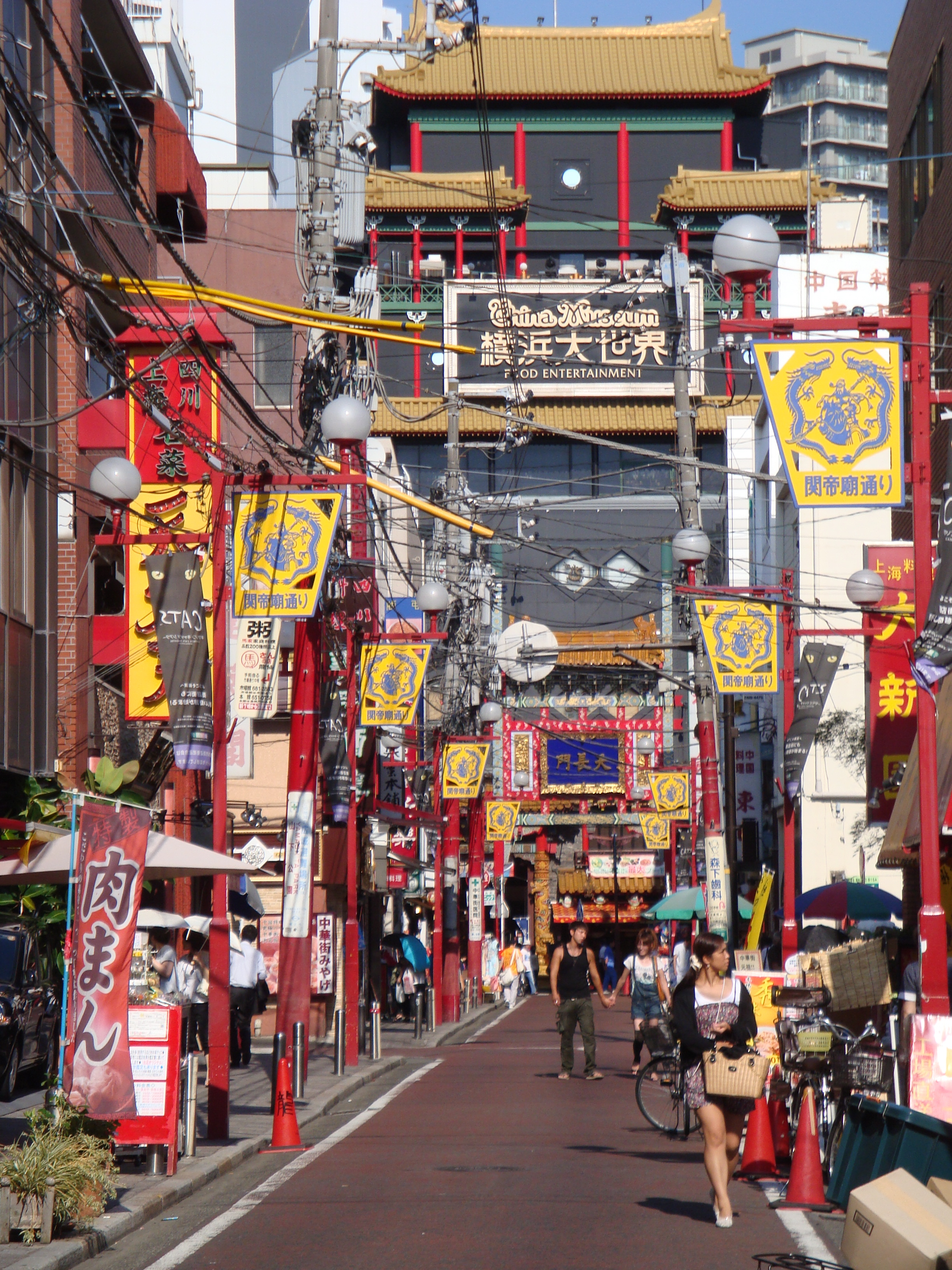
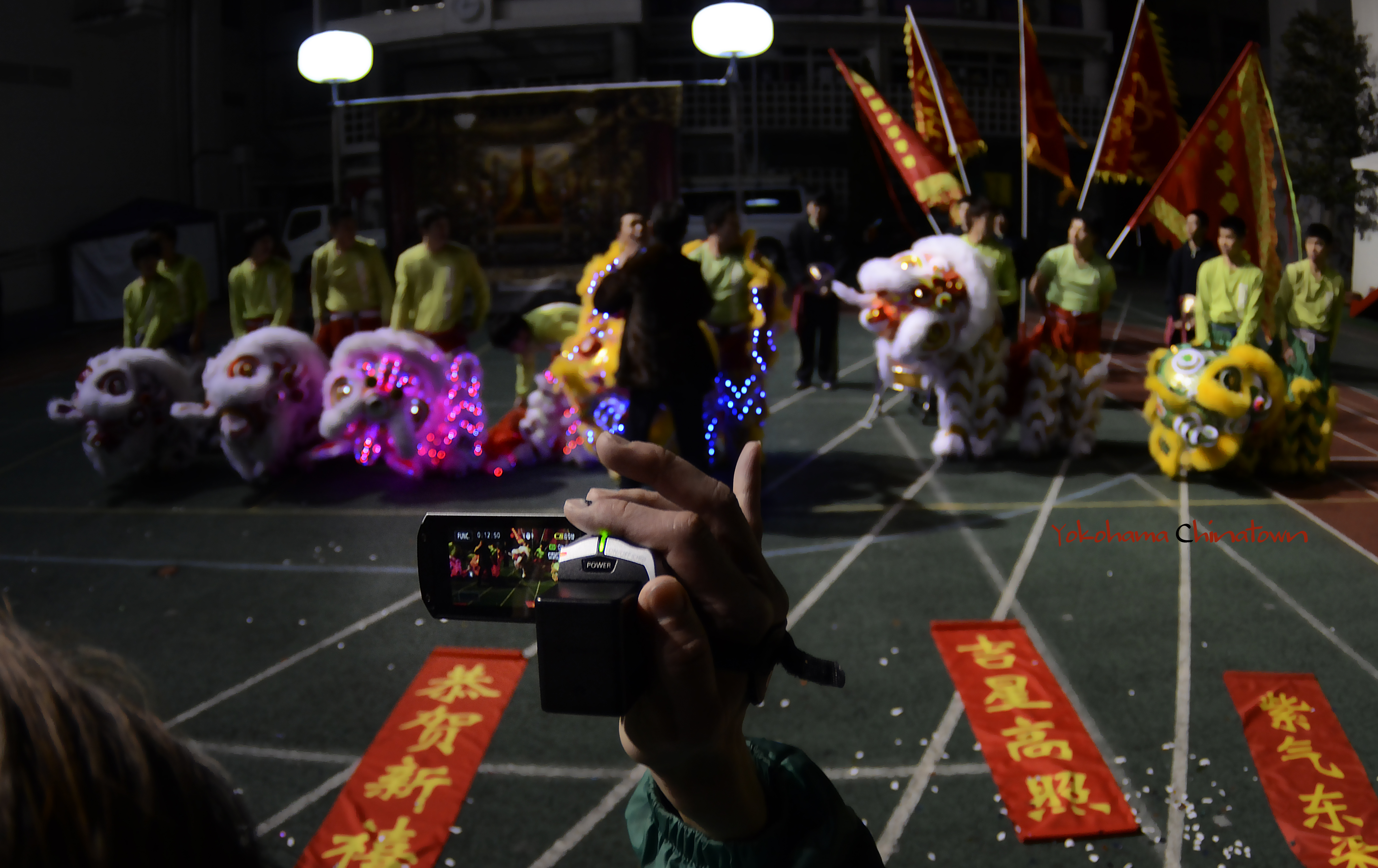
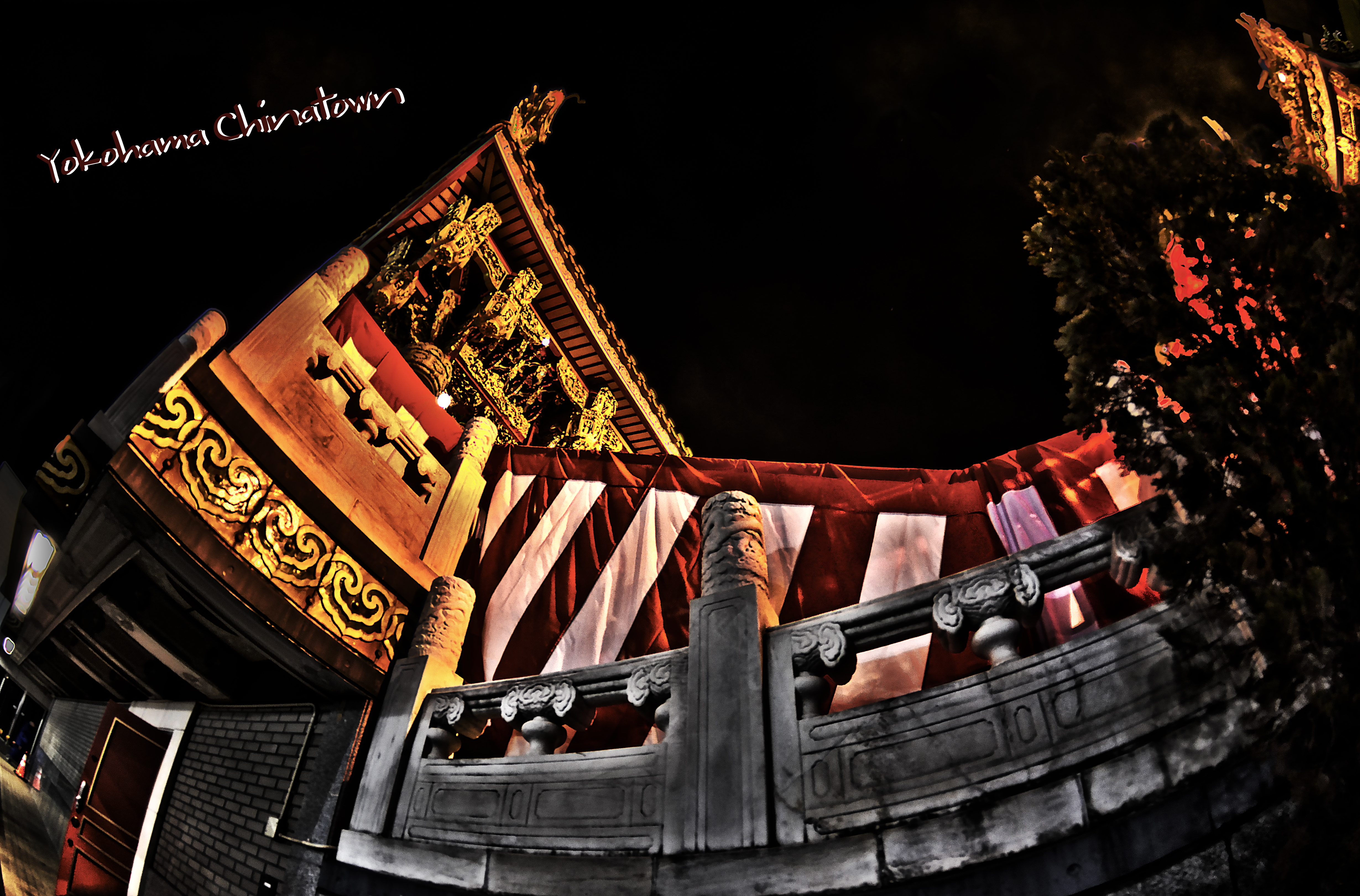
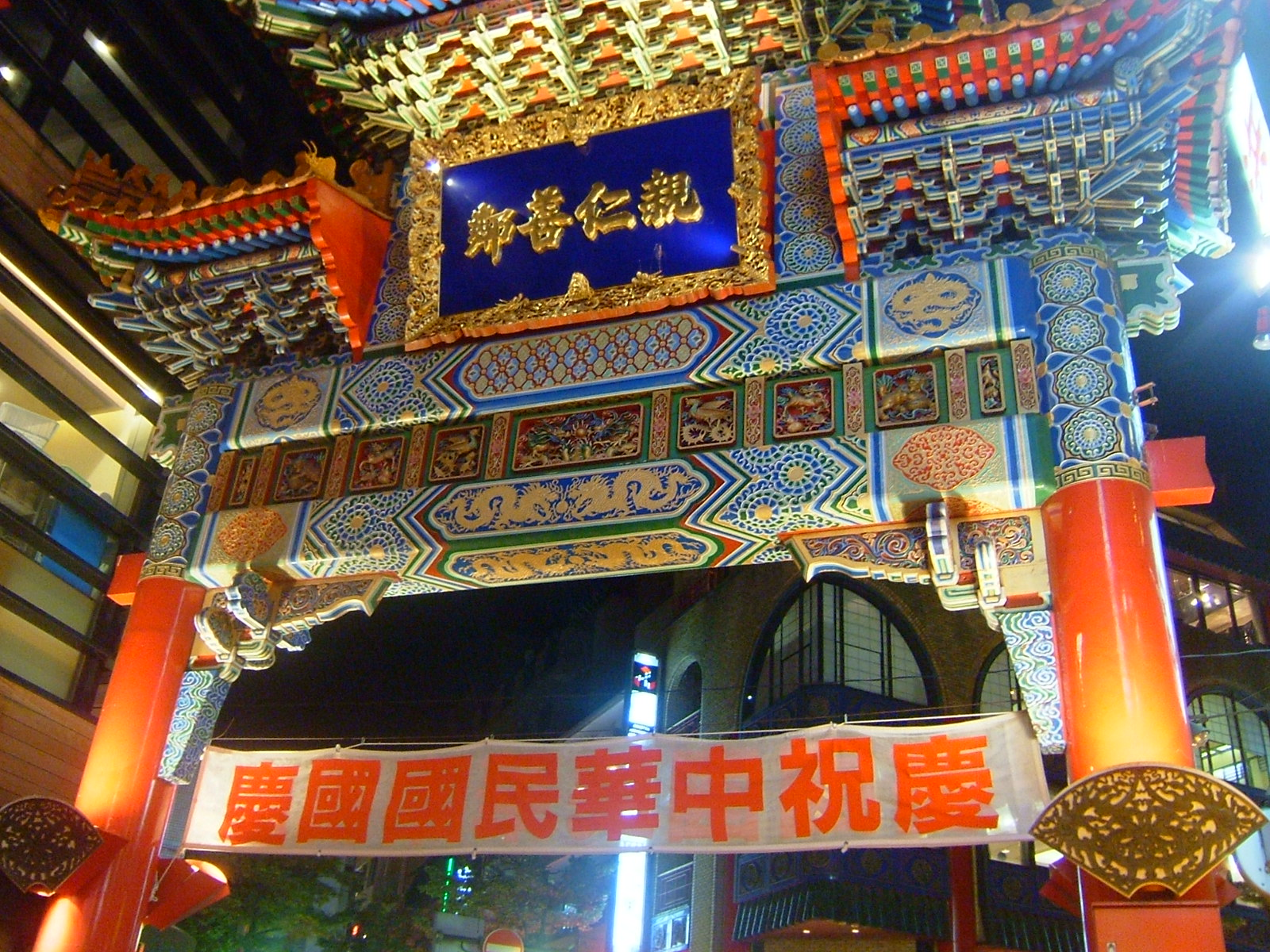
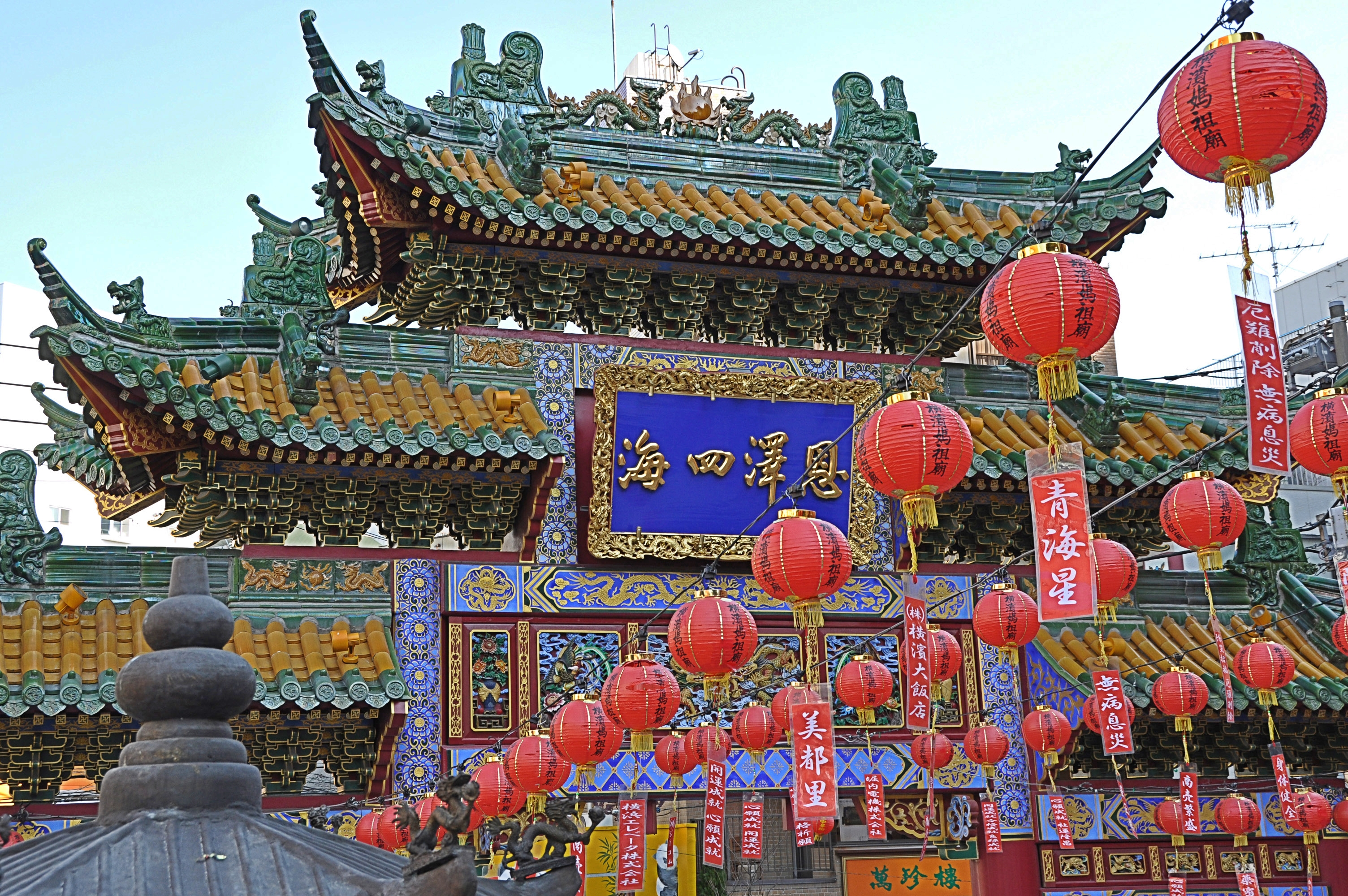
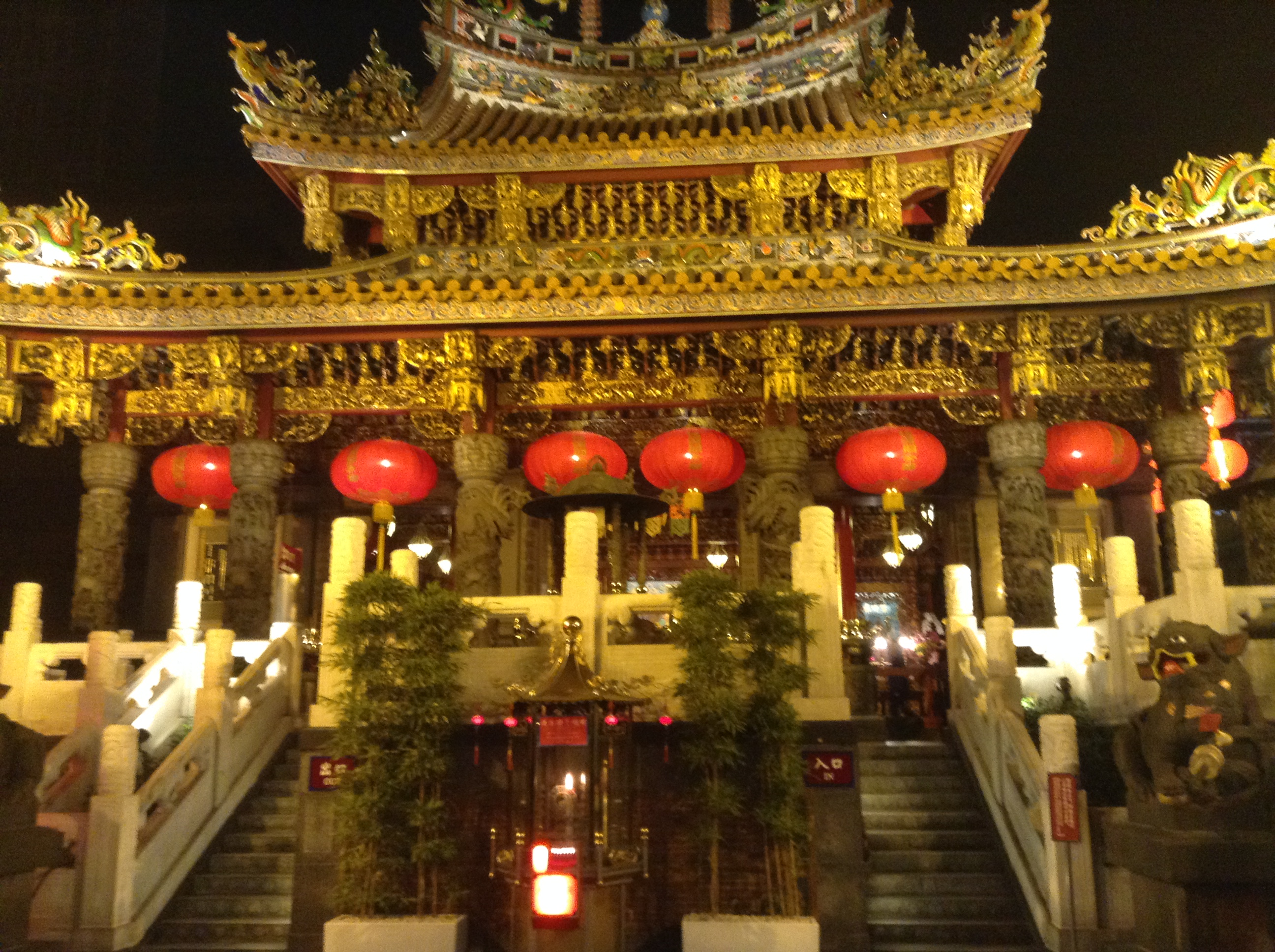
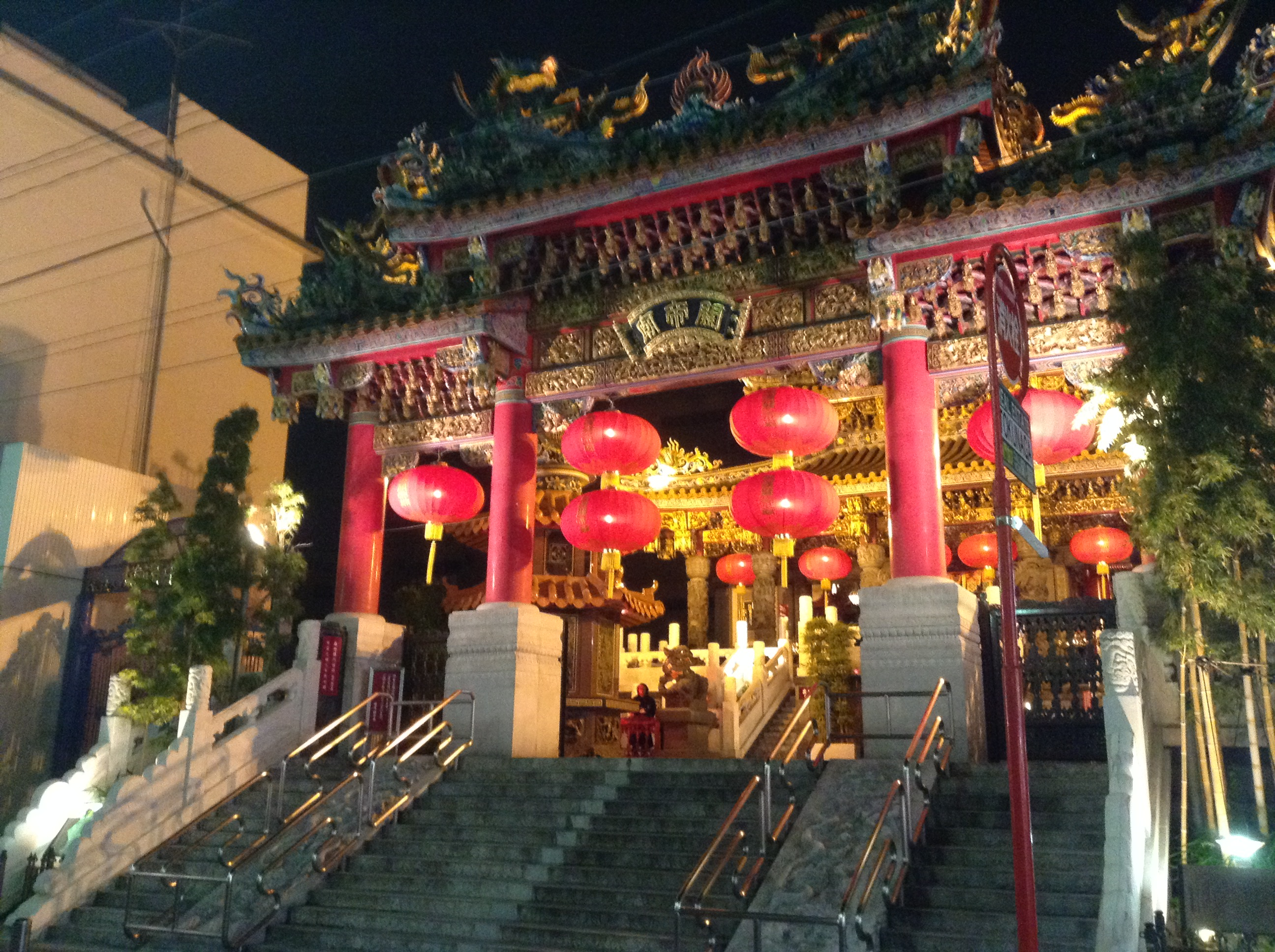
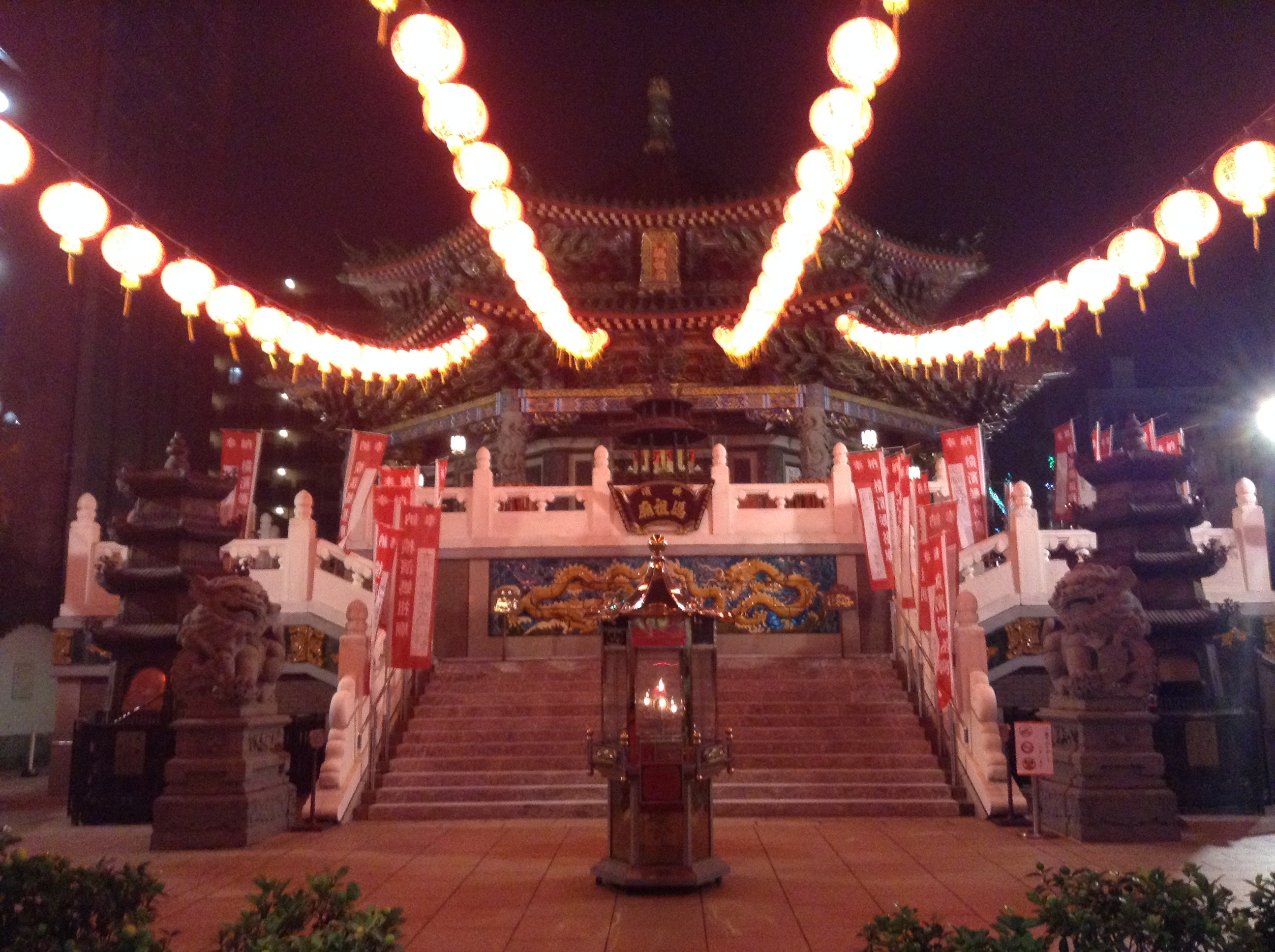

## 舞台となった作品
※発表年月日順。

### 映画
- 喜劇 駅前飯店（1962年）
- カミカゼ野郎 真昼の決斗（1966年）
- やくざ刑事（1970年）
- またまたあぶない刑事（1988年）
- 唐人街探偵 東京MISSION（2021年）

### テレビドラマ
- あぶない刑事シリーズ
  - あぶない刑事（1986 - 87年）
  - もっとあぶない刑事（1988 - 89年）
- まれ（2015年）

### ゲーム
- レーシングラグーン（1999年）
- 龍が如く7 光と闇の行方 (2020年)

### アニメ
- 文豪ストレイドッグス (2019年)
- ニッポン全国 コマみ探しの旅！ 中華街編

### 音楽

#### 曲
- 「I ♥ シューマイ」シュビドゥバ
- 「チャイナタウン」矢沢永吉
- 「チャイナタウンでよろめいて」相本久美子
- 「チャイナタウン・ララバイ」織田哲郎
- 「フライディ・チャイナタウン」泰葉
- 「北京ダック」細野晴臣
- 「メイクアップスーパーチャイナ」ポニカロード
- 「75゜の想い出」ダ・カーポ
- 「Yokohama Chinatown」横浜純情小町☆

#### PV
- 「チャイナタウン」ゆず（2020年）
- 「Yokohama Chinatown」横浜純情小町☆（2020年）